# Сенадор Сальгадо Фільо
Сенадор Сальгадо Фільо — муніципалітет на заході Бразилії, у штаті Ріу-Гранді-ду-Сул.

## Загальна інформація
Населення становить 2770 осіб (2020), площа — 147,21 км². Розташований від 492 км на захід від столиці штату Порту-Алегрі, на північний схід від міста Алегрете та на схід від кордону з Аргентиною.

## Історія
Муніципалітет названий на честь політика Хоакіма Педро Сальгадо Фільо.